# Copacii mor în picioare (film din 1964)
Copacii mor în picioare (în turcă Ağaçlar Ayakta Ölür) este o ecranizare cinematografică turcească din 1964 a piesei cu același nume (Los árboles mueren de pie, 1949) a scriitorului spaniol Alejandro Casona. Regizat de Memduh Ün⁠(d) și avându-i în rolurile principale pe Yıldız Kenter, Hulusi Kentmen⁠(d), İzzet Günay și Semra Sar⁠(d), filmul a câștigat premiile pentru cel mai bun actor și cea mai bună actriță în rol secundar la Festivalul de Film „Portocala de Aur” din Antalya din 1964.

## Rezumat
Asım Bey și soția sa au rămas singuri după ce fiii lor și soțiile acestora au murit cu mulți ani în urmă, iar Orhan, nepotul celor doi, a început să locuiască cu ei. Orhan, un băiat obraznic, este prins într-o zi de bunicul său în timp ce fura și fuge de acasă din cauza palmei primite. După ce nepotul lor, Orhan, pleacă de acasă, soția lui Asım devine tot mai retrasă și sănătatea ei se deteriorează. Asım Bey, care este îngrijorat de situația soției sale, începe să-i scrie scrisori ca și cum ar fi fost scrise de nepotul său. În scrisori, Asım Bey povestește că nepotul său locuiește acum în SUA, a studiat arhitectura și s-a căsătorit cu o turcoaică.

## Distribuție
- Yıldız Kenter⁠(d) — bunica lui Orhan
- İzzet Günay⁠(d) — İzzet/Orhan, nepotul lui Asım
- Semra Sar⁠(d) — Semra/Ayșe
- Hulusi Kentmen⁠(d) — Asım, bunicul lui Orhan
- Fikret Uçak — Orhan
- Faik Coșkun — prietenul lui Asım
- Danyal Topatan⁠(d) — tâlhar
- Haydar Karaer⁠(d) — tâlhar
- Mehmet Ali Akpınar — tâlhar
- Selahattin İçsel — prietenul lui Asım
- Recep Șen — domnul Mümeyyiz
- Osman Türkoğlu — Osman Efendi
- Kadriye Tuna — femeia Fatma